# 데스모스테롤
데스모스테롤(영어: desmosterol)은 콜레스테롤과 비슷한 분자로 콜레스테롤 생합성에서 콜레스테롤의 전구물질이다. 24-디하이드로콜레스테롤 환원효소는 데스모스테롤의 콜레스테롤로의 환원을 촉매하다. 데스모스테롤증은 데스모스테롤이 축적되는 질환이다.
2014년에 데스모스테롤은 국제분자세포생물학 및 생명공학 규약 및 연구 협회(International Society for Molecular and Cell Biology and Biotechnology Protocols and Researches, ISMCBBPR)에서 2012 올해의 분자(Molecule of the Year)로 선정되었다.

## 같이 보기
- 콜레스테롤
- 트라이파라놀